# آن جاكسون
آن جاكسون (بالإنجليزية: Anne Jackson)‏ (مواليد 3 سبتمبر 1926 في بنسيلفانيا - 12 أبريل 2016)، هي ممثلة أمريكية بدأت مسيرتها الفنية عام 1945.

## وصلات خارجية
- آن جاكسون على موقع IMDb (الإنجليزية)
- آن جاكسون على موقع ألو سيني (الفرنسية)
- آن جاكسون على موقع ميوزك برينز (الإنجليزية)
- آن جاكسون على موقع أول موفي (الإنجليزية)
- آن جاكسون على موقع قاعدة بيانات برودواي على الإنترنت (الإنجليزية)
- آن جاكسون على موقع قاعدة بيانات برودواي على الإنترنت (الإنجليزية)
- آن جاكسون على موقع قاعدة بيانات الأفلام السويدية (السويدية)
- آن جاكسون على موقع إن إن دي بي (الإنجليزية)
- آن جاكسون على موقع ديسكوغز (الإنجليزية)
- آن جاكسون على موقع قاعدة بيانات الفيلم (الإنجليزية)